# Salvador González Morales
Salvador González Morales (* 20. Dezember 1971 in Mexiko-Stadt) ist ein mexikanischer Geistlicher und römisch-katholischer Weihbischof in Mexiko-Stadt.

## Leben
Salvador González Morales studierte Philosophie und Katholische Theologie am Priesterseminar in Mexiko-Stadt. Er wurde am 16. Juni 2001 zum Diakon geweiht und empfing am 18. Mai 2002 durch den Erzbischof von Mexiko-Stadt, Norberto Kardinal Rivera Carrera, das Sakrament der Priesterweihe. González Morales erwarb an der Päpstlichen Universität Gregoriana in Rom ein Lizenziat im Fach Philosophie.
Anschließend war Salvador González Morales als Subregens am Priesterseminar in Mexiko-Stadt, Generalsekretär des Instituto Superior de Estudios Eclesiásticos sowie als Professor an der Universidad Católica Lumen Gentium und als Pfarrvikar tätig. Zuletzt war er Pfarrer der Pfarrei San Bernardino.
Am 16. Februar 2019 ernannte ihn Papst Franziskus zum Titularbischof von Lacubaza und zum Weihbischof in Mexiko-Stadt. Der Erzbischof von Mexiko-Stadt, Carlos Kardinal Aguiar Retes, spendete ihm und Carlos Enrique Samaniego López am 25. März desselben Jahres die Bischofsweihe; Mitkonsekratoren waren der Apostolische Nuntius in Mexiko, Erzbischof Franco Coppola, und der Weihbischof in Mexiko-Stadt, Andrés Vargas Peña.